# Шехр-э-Пир
Шехр-э-Пир или Шехр-Пир (перс. شهرپير‎) — небольшой город на юге Ирана, в провинции Фарс. Входит в состав шахрестана  Зерриндешт. По данным переписи, на 2006 год население составляло 7 161 человека.

## География
Город находится в юго-восточной части Фарса, в горной местности юго-восточного Загроса, на высоте 1078 метра над уровнем моря.
Шехр-э-Пир расположен на расстоянии приблизительно 225 километров к юго-востоку от Шираза, административного центра провинции и на расстоянии 860 километров к юго-юго-востоку (SSE) от Тегерана, столицы страны.